# Isola (Alpes-Maritimes)
Isola település Franciaországban, Alpes-Maritimes megyében. Lakosainak száma 652 fő (2022. január 1.). Isola Beuil, Roubion, Roure, Saint-Étienne-de-Tinée, Saint-Sauveur-sur-Tinée, Valdeblore, Valdieri és Vinadio községekkel határos.

## Népesség
A település népességének változása:
| Lakosok száma | 223  | 539  | 576  | 571  | 722  | 693  | 681  | 653  | 653  | 652  |
|               | 1968 | 1982 | 1990 | 2006 | 2013 | 2015 | 2017 | 2019 | 2020 | 2022 |